# Polidamna
Polidamna o Polydamna /ˌpɒlɪˈdæmnə/ (en griego: Πολύδαμνα, Polúdamna) es un personaje femenino egipcio de la mitología griega.

## Etimología
Polidamna se compone del prefijo poli ("muchos") y el verbo damnèmi ("domesticar").
La etimología de la palabra revela el poder de esta mujer: "la que ha domesticado mucho" o "la que domestica mucho".
Este nombre también podría ser un avatar de Potnia Theron, la arcaica diosa "señora de las fieras", como la hechicera Circe, que vive rodeada de bestias domesticadas.

## Aparición en la literatura
Es mencionada en la Odisea de Homero. Es la esposa del noble Ton (en griego, Θῶν), a menudo conocido como 'Ton el Egipcio', debido a su herencia egipcia.
Polidamna para proteger a Helena, esposa de Menelao, contra las veleidades amorosas de su marido, la proporcionó nepente (es decir, una droga que tiene 'el poder de eliminar el dolor y la ira y desterrar todos los recuerdos dolorosos'), unas hierbas que inmunizaban contra las mordeduras de serpiente. Helena las vertió en el vino que Telémaco y Menelao estaban bebiendo.
Filóstrato de Atenas, en su Vida de Apolonio de Tiana, escribe un diálogo entre el filósofo Apolonio y su discípulo Damis, que comentan el relato anterior de Homero, pero evocan la posibilidad de que Helena haya practicado los encantamientos como resultado de la enseñanza recibida en Egipto.